# ستيفاني تشانغ
ستيفاني تشانغ (بالإنجليزية: Stephanie Zhang) هي متزلجة فنية صينية وأسترالية، ولدت في 22 مايو 1985 في هاربن في الصين.

## وصلات خارجية
- ستيفاني تشانغ على موقع الاتحاد الدولي للتزلج (الإنجليزية)
- ستيفاني تشانغ على موقع أوليمبيديا (الإنجليزية)
- ستيفاني تشانغ على موقع اللجنة الأولمبية الأسترالية (الإنجليزية)